# سد سانمنشیا
سد سانمنشیا (به لاتین: Sanmenxia Dam) یک سد و نیروگاه برقابی در چین است که در استان هنان واقع شده‌است.